# Акт о апелационој надлежности 1876.
Акт о апелационој надлежности 1876. (енгл. Appellate Jurisdiction Act 1876) је закон који је усвојио Парламент Уједињеног Краљевства на основу којег је утврђена судска власт Дома лордова.
Закон је престао да важи крајем 2009. године, пошто је Парламент Уједињеног Краљевства усвојио Уставни реформски акт 2005. на основу којег је судска власт Дома лордова пренесена на Врховни суд Уједињеног Краљевства.